# 32ビットアプリケーション
32ビットアプリケーションとは、32ビットのCPU（プロセッサ）および32ビットのオペレーティングシステムを前提に設計されたアプリケーションプログラムである。

## 概要
特にパーソナルコンピュータ（PC/AT互換機）では、主に以下の環境があり、32ビットのフラットなアドレス空間（フラットメモリモデル）で稼働した。
- OS/2 32ビット（OS/2 2.0で採用した32ビットのAPI）
- Microsoft WindowsのWin32（Windows NTで登場した32ビットのWindows API、サブセット版のWin32sはWindows 3.1でもサポートされた）

32ビットアプリケーションが登場する前は、MS-DOS、OS/2 1.x、初期のMicrosoft Windowsなどのオペレーティングシステム（またはオペレーティング環境）上で16ビットアプリケーションが稼働していた。これらは当初は16ビットの8088や80286マイクロプロセッサの上で、セグメント方式のアドレス空間で稼働した。
PC/AT互換機での16ビットソフトウェアから32ビットソフトウェアへの移行は、80386の登場により可能となった。80386および後継のマイクロプロセッサは、16ビットのセグメント方式のアドレス空間と同時に、32ビットのセグメント（より厳密には、16ビットまたは32ビットのアドレスオフセットのセグメント）をサポートした。
WindowsやOS/2などのオペレーティングシステムは、32ビットプログラムと同時に16ビット（セグメント方式の）プログラムを稼働可能にした。16ビットプログラムは互換性のために存在し、32ビットプログラムは新規のソフトウェア開発に使用された。